# Memramcook
Memramcook es un pueblo canadiense situado en la provincia de Nuevo Brunswick.

## Superficie
Memramcook tiene una superficie de 186,64 km².

## Demografía
En 2021, tenía 5029 habitantes, una densidad poblacional de 26,9 hab./km², y 2147 viviendas.